# سفر به هیچ‌کجا
سفر به هیچ‌کجا (اسپانیایی: El viaje a ninguna parte‎) فیلمی کمدی-درام به کارگردانی فرناندو فرنان گومز است که در سال ۱۹۸۶ منتشر و برندهٔ جایزه گویا برای بهترین فیلم شد.

## گزیدهٔ بازیگران
- خوزه ساکریستان
- لائورا دل سل
- خوان دیه‌گو
- ماریا لوئیسا پونته
- گابینو دیه‌گو
- فرناندو فرنان گومز
- اما کوهن
- آگوستین گونسالس
- میگل ریان
- سیمون آندرئو
- کارملو گومس
- ناچو مارتینز
- کتا کلاور
- کارلوس لموس
- خوزه ماریا کافارل
- تینا سائینس